# ونزلی پیتی
ونزلی پیتی (انگلیسی: Wensley Pithey؛ ۲۱ ژوئن ۱۹۱۴ – ۱۰ نوامبر ۱۹۹۳) بازیگر اهل آفریقای جنوبی بود که به‌مدت طولانی در صحنه‌های تئاتر انگلستان فعالیت داشت.
از فیلم‌ها یا برنامه‌های تلویزیونی که وی در آن نقش داشته‌است، می‌توان به ادوارد و خانم سیمپسون، اُلیور!، رانندگان جهنم، علامت قابیل، لندن به من تعلق دارد، شاهد شما، دایموند، برای مرا بساز مینک، پسرها، مهارت …و نحوه به دست آوردنش، اوه! چه جنگ دلپذیری، سلطان سرخ، بلای سفید، تئاتر یکشنبه شب، آیوانهو و خیابان کورونیشن اشاره کرد.